# Butova Dolîna, Velîka Bahacika
Butova Dolîna (în ucraineană Бутова Долина) este un sat în așezarea urbană Velîka Bahacika din regiunea Poltava, Ucraina.

## Demografie
Componența lingvistică a localității Butova Dolîna
     Ucraineană (95,95%)
     Rusă (3,83%)
     Alte limbi (0,23%)
Conform recensământului din 2001, majoritatea populației localității Butova Dolîna era vorbitoare de ucraineană (95,95%), existând în minoritate și vorbitori de rusă (3,83%).